# Pappophorum
Pappophorum is een geslacht uit de grassenfamilie (Poaceae). De soorten van dit geslacht komen voor in Noord- en Zuid-Amerika.